# Sammlung Carl Sachs
Die Kunstsammlung des jüdischen Unternehmers Carl Sachs (* 1868 in Jauer/Jawor; † 1943 in Basel), der mit seiner Frau Margarethe in einer Villa in der damaligen Kleinburgstraße in Breslau lebte, umfasste vor seinem Tod zahlreiche Gemälde, Aquarelle und Grafiken.
Nach Kriegsbeginn 1939 gelang Carl Sachs und seiner Frau Margarete die Flucht in die Schweiz. Andere Familienmitglieder starben später in Konzentrationslagern. Das Ehepaar Sachs erhielt nur durch die Beleihung eines Teils der im Kunsthaus Zürich gelagerten Werke eine befristete Aufenthaltsbewilligung in der Schweiz.
Vertreten waren Werke französischer und deutscher Künstler. Zu den französischen Künstlern gehörten Jean-Baptiste Camille Corot, Gustave Courbet, Eugène Delacroix, Claude Monet, Camille Pissarro, Pierre-Auguste Renoir und Alfred Sisley, während bei den deutschen Künstlern der Sammlung neben Breslauer Malern vor allem Wilhelm Leibl, Hans von Marées, Wilhelm Trübner, Fritz von Uhde und die Hauptvertreter des deutschen Impressionismus Lovis Corinth, Max Slevogt und Max Liebermann vertreten waren. Zudem gab es auch Bilder von Hans Purrmann, der Matisse nahestand. Weiter gab es in seiner Sammlung niederländische Gemälde des 17. Jahrhunderts, so ein Bild von David Teniers d. J.
Sachs gehörte auch eine Sammlung von druckgraphischen Werken und Zeichnungen mit Arbeiten von James McNeill Whistler, Edvard Munch, Henri de Toulouse-Lautrec, Francisco de Goya, Jean-Baptiste Camille Corot, Pablo Picasso und Honoré Daumier. Auch Plastiken deutscher und französischer Künstler zählten zu seiner Sammlung, darunter Werke von Georg Kolbe und Aristide Maillol.

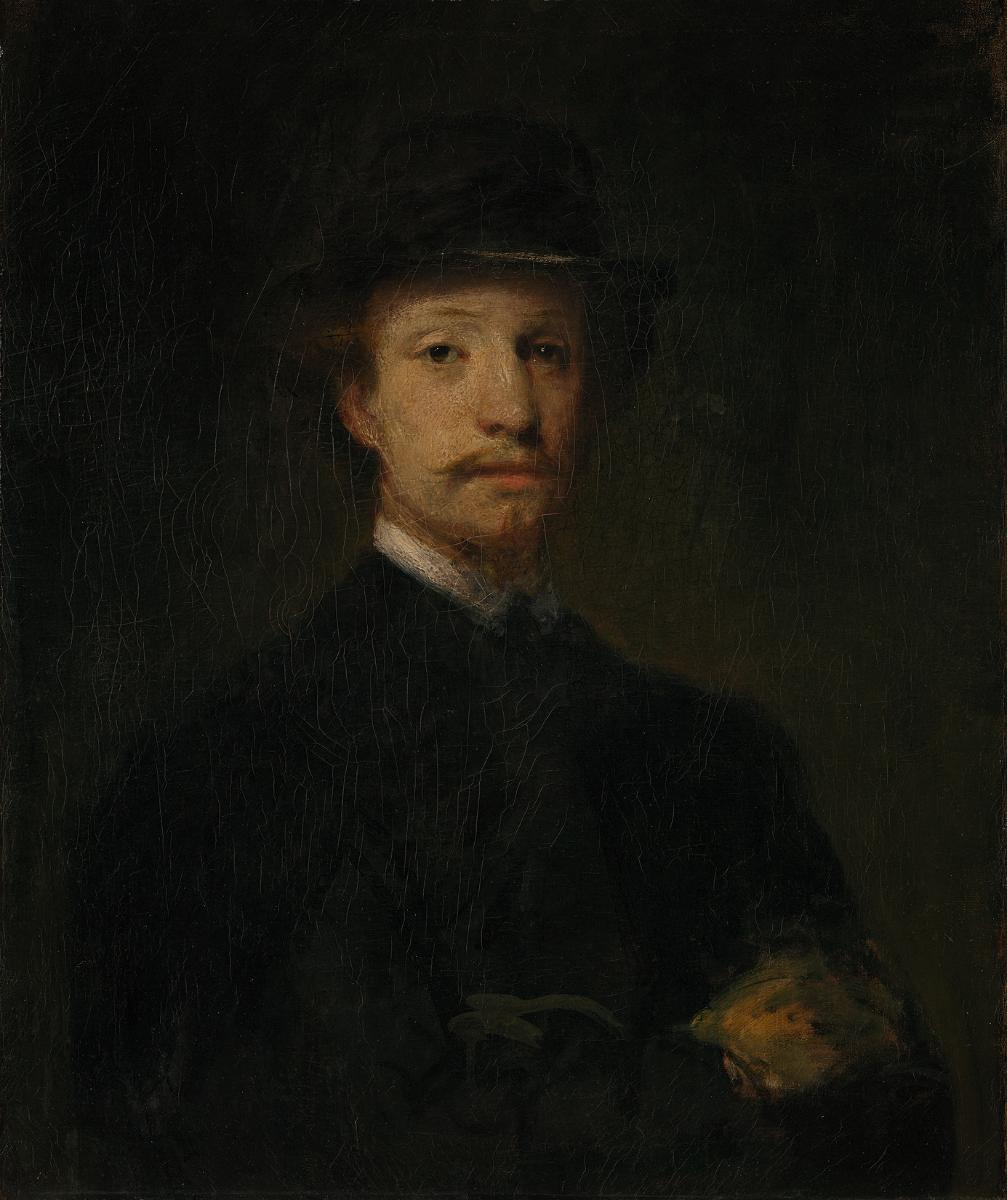
Hans von Marées: Selbstbildnis mit Hut, heute Kunstmuseum Winterthur
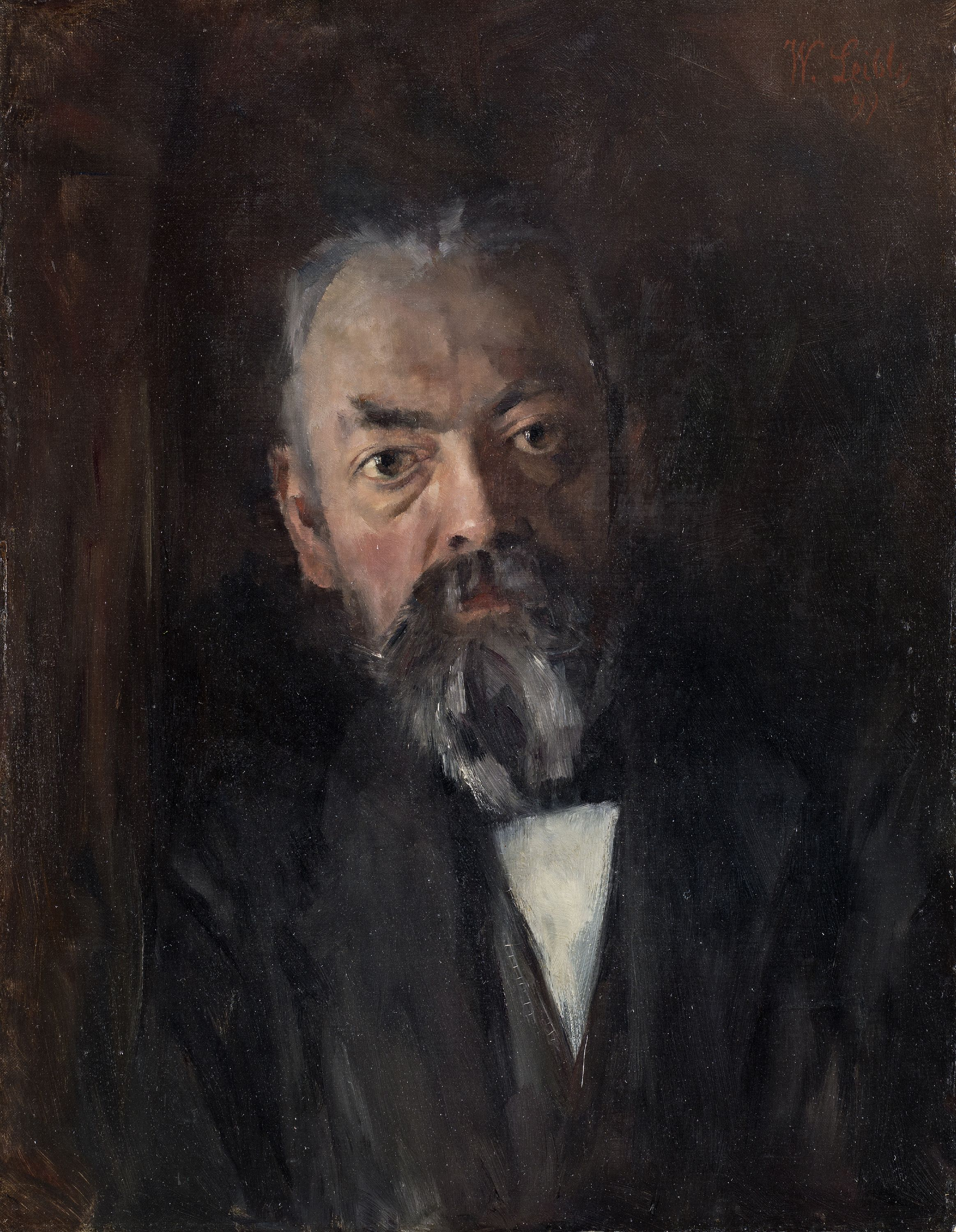
Wilhelm Leibl: Brustbild des Geheimrates Ernst Seeger, heute Kunsthalle Bremen
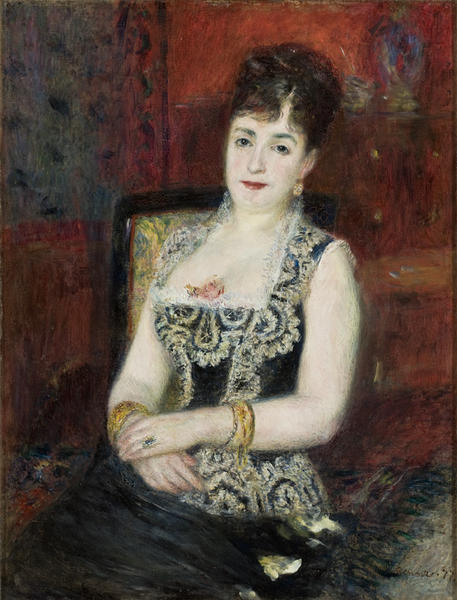
Auguste Renoir: Porträt der Gräfin Poutrales, heute Museu de Arte de São Paulo

## Beschlagnahmungen während der NS-Zeit und Restitutionen
Sachs war Opfer der Verfolgung und Vermögensbeschlagnahmung durch die Nationalsozialisten. Das Deutsche Zentrum Kulturgutverluste verzeichnet mehr als 40 Kunstwerke aus dem Besitz von Sachs.
Im Jahr 2001 wurde das Gemälde von Fritz von Uhde Die Töchter des Künstlers im Garten vom Kulturhistorischen Museum Görlitz restituiert.
Im Juni 2024 einigte sich das Kunsthaus Zürich mit den Rechtsnachfolgern von Carl und Margarete Sachs, das Kunstwerk von Claude Monet L’homme à l’ombrelle (1865–1867), das sich im Kunsthaus Zürich befunden hatte und als verfolgungsbedingt entzogenes Kulturgut eingestuft wird, zu verkaufen. Ein Anteil des Verkaufserlöses will sie den Erben zufliessen lassen. Zum Anteil, der zugunsten der Zürcher Kunstgesellschaft in den Sammlungsfonds fliessen soll, gibt es von Seiten des Kunsthauses keine Auskunft.
Im Juni 2025 erfuhr die Öffentlichkeit, dass das Kunstmuseum Bern das Gemälde Le chemin des bois à Ville-d’Avray von Alfred Sisley an die Sachs-Erben restituiert. Ein Handeln laut der Theresienstädter Erklärung von 2009 setzte sich durch.

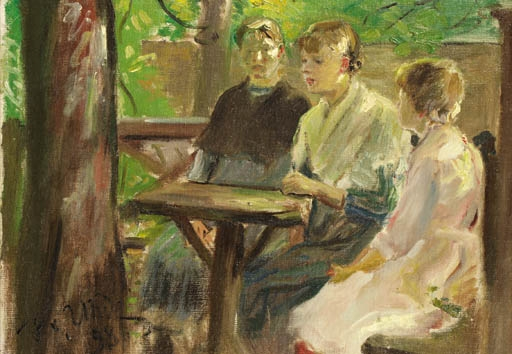
Fritz von Uhde: Die Töchter des Künstlers im Garten, 1898
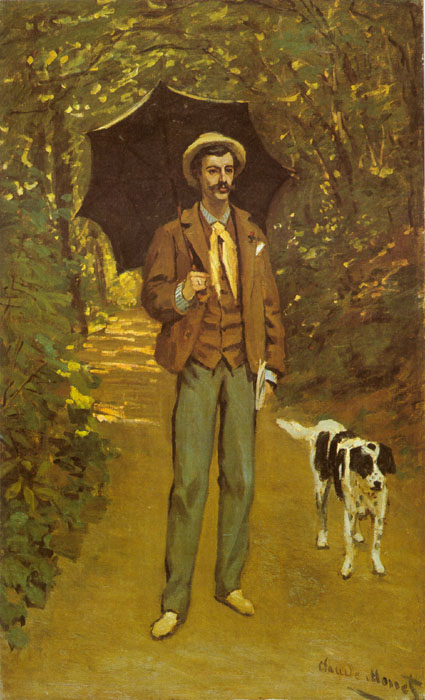
Claude Monet: L’homme à l’ombrelle oder Portrait de Victor Jacquemont au Parasol, 1865–1867